# Ройтер, Отто
Отто Ройтер (нем. Otto Reutter; наст. имя — Otto Pfützenreuter; 24 апреля 1870, Гарделеген, Германия — 3 марта 1931, Дюссельдорф) — немецкий комик, куплетист и певец.

## Биография
Родился в бедной католической семье и после учёбы стал актёром в Берлине. Затем переехал в Карлсруэ, где входил в состав труппы певцов и комиков.
В 1895 году стал известен как «салонный юморист» и вскоре стал знаменитостью среди немецких артистов. Написал более тысячи куплетов и пел оригинальные забавные песни. Его песни обладали юмором и меланхолией, отражали социальные изменения и были популярны в своё время.
Умер в Дюссельдорфе в 1931 году и похоронен в Гарделегене.

## Работы
- Ach wie fein (1900)
- Alles wegn de Leut (1926)
- Berlin is ja so große (1913)
- Der gewissenhafte Maurer (1920)
- Der Überzieher (1925)
- In fünfzig Jahren ist alles vorbei (1920)
- Wir fang’n noch mal von vorne an (1925)
- Das ist so einfach, und man denkt nicht dran (1925)
- Nehm se 'n Alten (1926)
- Mir hab’ne se als jeheilt entlassen (1928)
- Und dadurch gleicht sich alles wieder aus (1928)
- Es geht vorwärts! (1920; 1930)
- Ein Sachse ist immer dabei! (1930)
- Und so kommen wir aus der Freude gar nicht raus (1930)
- Otto Reutter – Der König der Kleinkunst – Folge 1 und 2, 8 CD-ROMs, 2005 Membran Music Ltd., Vertrieb Grosser und Stein, Pforzheim, ISBN 3-86562-235-6 und ISBN 3-86562-236-4

## Галерея

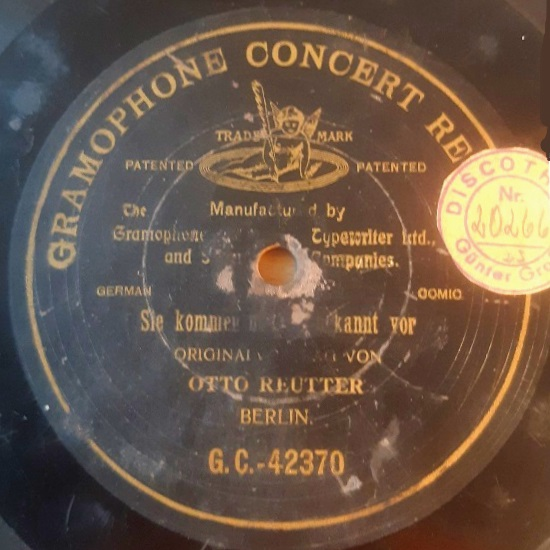
Пример пластинки
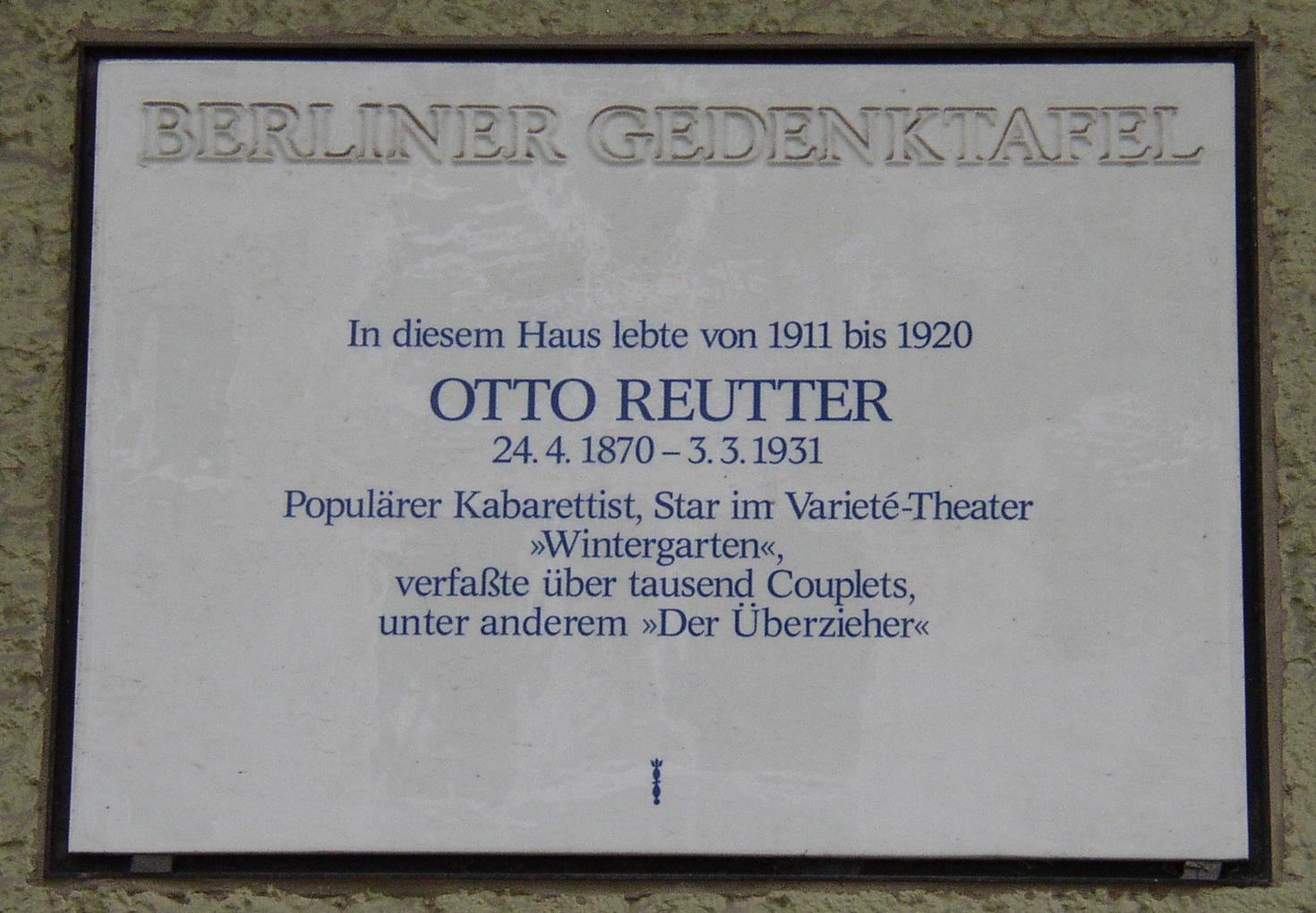
Мемориальная доска на его доме
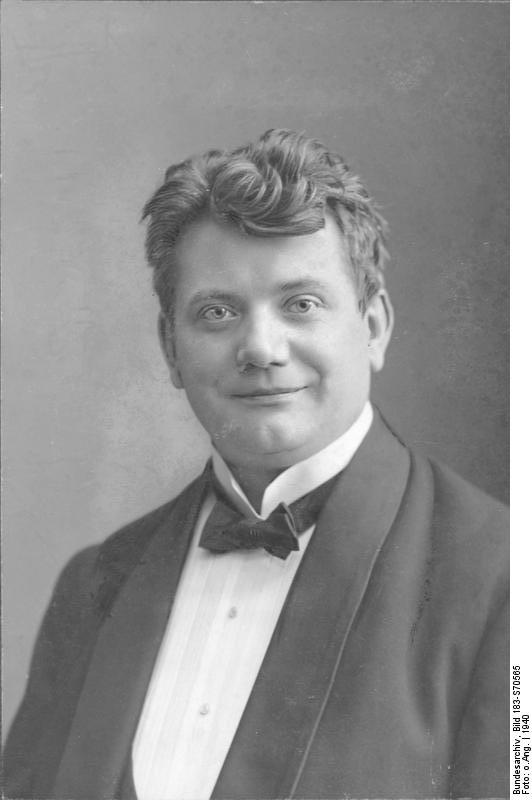
1900 год
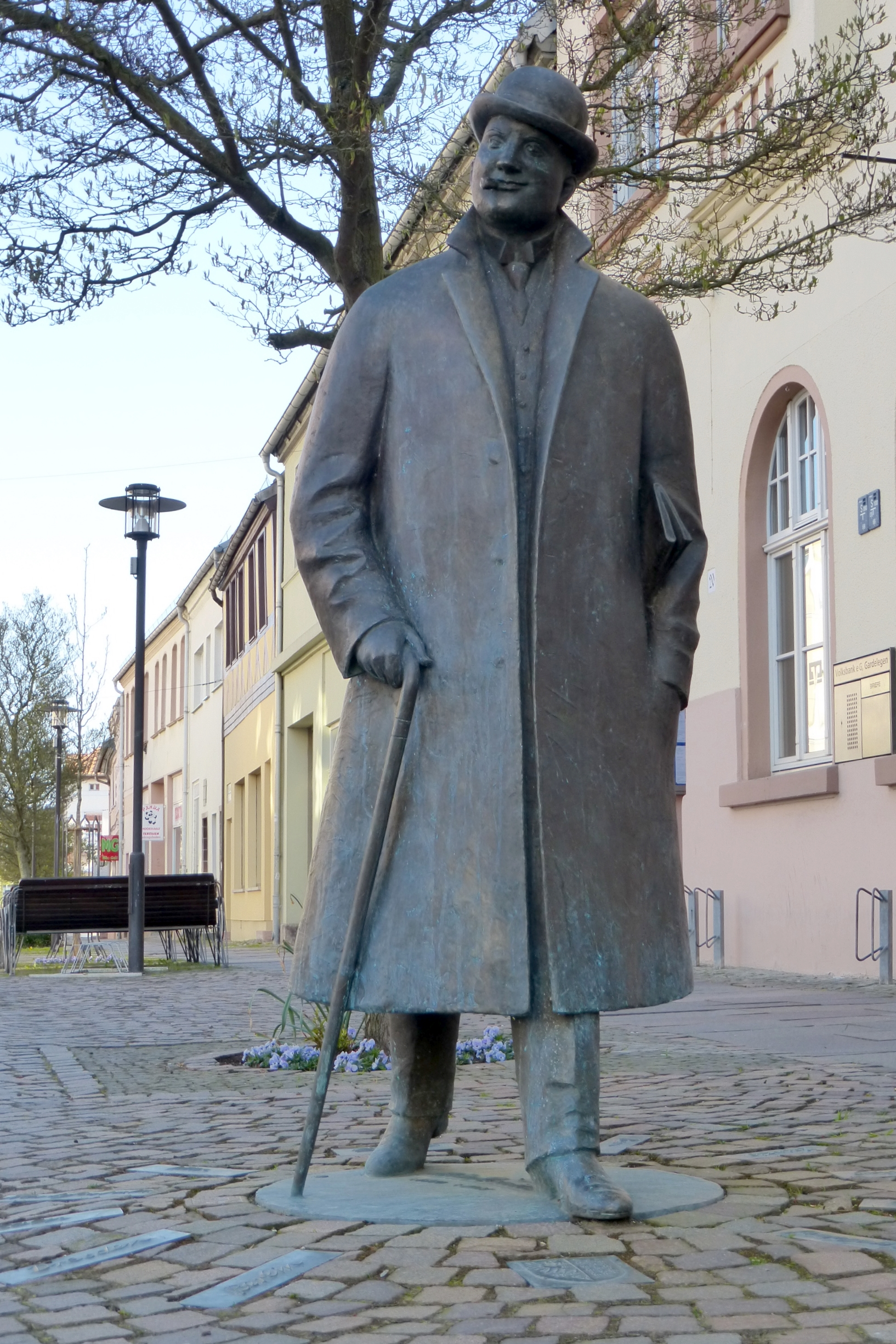
Памятник
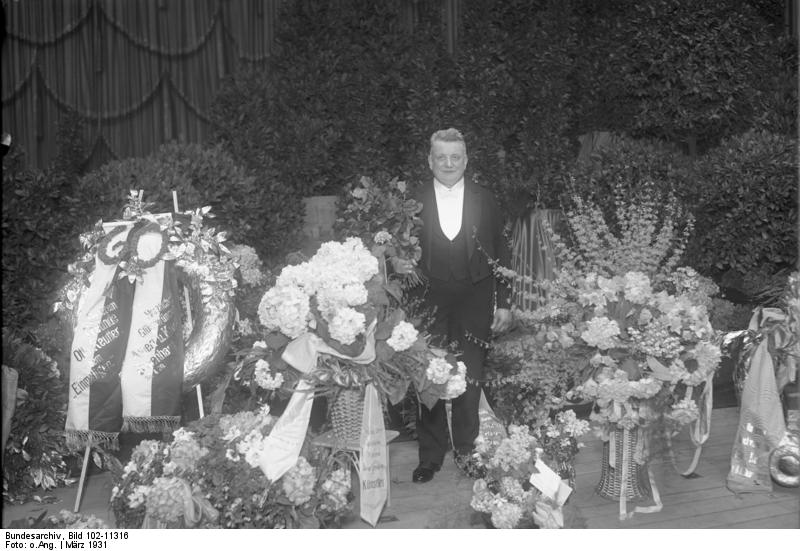
Ройтер на своём 60-летии